# Glabridorsum stokesii
Glabridorsum stokesii là một loài tò vò trong họ Ichneumonidae.